# French Open 1976
Die 75. French Open 1976 waren ein Tennis-Sandplatzturnier der Klasse Grand Slam, das von der ILTF veranstaltet wurde. Es fand vom 31. Mai bis 13. Juni 1976 in Roland Garros, Paris, Frankreich statt.
Titelverteidiger im Einzel waren Björn Borg bei den Herren sowie Chris Evert bei den Damen. Im Herrendoppel waren Brian Gottfried und Raúl Ramírez, im Damendoppel Chris Evert und Martina Navratilova und im Mixed Fiorella Bonicelli und Thomaz Koch die Titelverteidiger.

## Herreneinzel
Setzliste
| Nr. | Spieler         | Erreichte Runde |
| --- | --------------- | --------------- |
| 01. | Björn Borg      | Viertelfinale   |
| 02. | Guillermo Vilas | Viertelfinale   |
| 03. | Manuel Orantes  | Viertelfinale   |
| 04. | Arthur Ashe     | Achtelfinale    |
| 05. | Raúl Ramírez    | Halbfinale      |
| 06. | Eddie Dibbs     | Halbfinale      |
| 07. | Harold Solomon  | Finale          |
| 08. | Adriano Panatta | Sieg            |

| Nr. | Spieler            | Erreichte Runde |
| --- | ------------------ | --------------- |
| 09. |                    |                 |
| 10. | Brian Gottfried    | Achtelfinale    |
| 11. | Wojciech Fibak     | Achtelfinale    |
| 12. | John Newcombe      | 1. Runde        |
| 13. | Jan Kodeš          | 3. Runde        |
| 14. | Jaime Fillol       | Achtelfinale    |
| 15. | Corrado Barazzutti | Achtelfinale    |
| 16. | François Jauffret  | Achtelfinale    |

## Dameneinzel
Setzliste
| Nr. | Spielerin          | Erreichte Runde |
| --- | ------------------ | --------------- |
| 01. | Sue Barker         | Sieg            |
| 02. | Helga Masthoff     | Viertelfinale   |
| 03. | Marita Redondo     | Achtelfinale    |
| 04. |                    |                 |
| 05. | Fiorella Bonicelli | 2. Runde        |

## Herrendoppel
Setzliste
| Nr. | Paarung                      | Erreichte Runde |
| --- | ---------------------------- | --------------- |
| 01. | Juan Gisbert Manuel Orantes  | Halbfinale      |
| 02. | Brian Gottfried Raúl Ramírez | Finale          |

## Damendoppel
Setzliste
Es ist weder auf der ITF-Seite noch auf der WTA-Seite ersichtlich wie sich die Setzliste zusammensetzte, da dort keine Angaben zu finden sind.

## Mixed
Setzliste
unbekannt